# Bevern (Holstein)
Bevern is een gemeente in de Duitse deelstaat Sleeswijk-Holstein. De gemeente maakt deel uit van de Kreis Pinneberg.
Bevern (Holstein) telt 589 inwoners.
De gemeente bestaat uit het gelijknamige dorpje en negen omliggende gehuchten, te weten Barkhörn, Barmstedter Wohld, Bentkrögen, Beverndamm, Billhörn, Dannesch, Kreuzweg, Nettelohe en Steinfurt.
Bevern ligt 5 kilometer ten oosten van Elmshorn en ongeveer vier kilometer ten zuiden van Barmstedt. Het riviertje Ekholter Au  stroomt door de gemeente.
Westwaarts loopt de Autobahn A23 van Hamburg naar Elmshorn.
Appen ·
Barmstedt ·
Bevern ·
Bilsen ·
Bokel ·
Bokholt-Hanredder ·
Bönningstedt ·
Borstel-Hohenraden ·
Brande-Hörnerkirchen ·
Bullenkuhlen ·
Ellerbek ·
Ellerhoop ·
Elmshorn ·
Groß Nordende ·
Groß Offenseth-Aspern ·
Halstenbek ·
Haselau ·
Haseldorf ·
Hasloh ·
Heede ·
Heidgraben ·
Heist ·
Helgoland ·
Hemdingen ·
Hetlingen ·
Holm ·
Klein Nordende ·
Klein Offenseth-Sparrieshoop ·
Kölln-Reisiek ·
Kummerfeld ·
Langeln ·
Lutzhorn ·
Moorrege ·
Neuendeich ·
Osterhorn ·
Pinneberg ·
Prisdorf ·
Quickborn ·
Raa-Besenbek ·
Rellingen ·
Schenefeld ·
Seester ·
Seestermühe ·
Seeth-Ekholt ·
Tangstedt ·
Tornesch ·
Uetersen ·
Wedel ·
Westerhorn